# لياندرو باريس
لياندرو باريس (بالإسبانية: Leandro París) هو منافس ألعاب قوى أرجنتيني، ولد في 16 فبراير 1995 في مندوزا في الأرجنتين.

## وصلات خارجية
- لياندرو باريس على موقع الاتحاد الدولي لألعاب القوى (الإنجليزية)